# Myrmeleon insperatus
Myrmeleon insperatus är en insektsart som beskrevs av Navás 1914. Myrmeleon insperatus ingår i släktet Myrmeleon och familjen myrlejonsländor. Inga underarter finns listade i Catalogue of Life.